# 112 – Életmentők
A 112 – Életmentők (eredeti cím: 112 – Sie retten dein Leben) egy német akciófilm-sorozat. A düsseldorfi segélyszolgálat életét mutatja be, ahol rendőrök, tűzoltók, mentők egyaránt dolgoznak. Magyarországon az RTL Klub mutatta be 2009. június 2-án.

## Főszereplők
| Színész                | Szerep                       | Magyar hang          | Epizódok | Foglalkozás                                                           |
| Björn Kirschniok       | Heiko Ehrich                 | Renácz Zoltán        | 1–110    | Rendőrőrmester (a 100. epizódtól), Florian barátja                    |
| Mats Reinhardt         | Peter Wells                  | Hajdú Steve          | 1–110    | mentőhelikopter-pilóta                                                |
| Simona Brokmann        | Rita Brandt                  | Menszátor Magdolna   | 1–110    | diszpécser                                                            |
| Philip Köstring        | Dimitri Papapostoulou        | Petridisz Hrisztosz  | 1–110    | Mentőápoló, tűzoltógyakornok                                          |
| Mariam Kurth           | Nicole Held                  | Kovács Vanda         | 1–110    | Rendőrőrmester, Doreen barátnője                                      |
| Joachim Raaf           | Martin Carstens              | Németh Gábor         | 1–110    | Szolgálatvezető, rendőr-főkapitány                                    |
| Martina Maria Reichert | Doreen Melzer                | Kelemen Kata         | 1–110    | Rendőrőrmester, Nicole barátnője                                      |
| Matthias Rödder        | Kadir Karabulut              | Szkárosi Márk        | 1–110    | Tűzoltó, második bevetésirányító                                      |
| Dominic Saleh-Zaki     | Florian Carstens             | Pálmai Szabolcs      | 1–110    | Rendőrőrmester, Martin fia és Steffi szerelme.                        |
| Sandra Maria Schlegel  | dr. Kristin Driesen          | Czifra Krisztina     | 1–110    | Gazdasági vezető, minisztériumi tanácsos, egy ideig Martin szeretője. |
| Gernot Schmidt         | Ingo Bender                  | Haagen Imre          | 1–110    | Tűzoltóparancsnok                                                     |
| Joséphine Thiel        | Stefanie "Steffi" Felten     | Major Melinda        | 1–110    | Mentős, Florian és Martin szerelme                                    |
| Wiebke Zielke          | Jennifer "Jenny" Sauer       | Nádorfi Kriszta      | 1–110    | Titkárnő, Heiko szerelme.                                             |
| Max Alberti            | dr. Tom Wagner               | Kossuth Gábor        | 3–110    | Mentőorvos                                                            |
| Barbara Theween        | Hanna Gahrmann, szül. Krause |                      | 3–110    | Diszpécser.                                                           |
| Christopher Kohn       | Kevin Vogel                  | Bartucz Attila       | 4–110    | polgári szolgálatos                                                   |
| Tanja Lanäus           | dr. Judith Voss              | Mics Ildikó          | 4–110    | Mentőorvos                                                            |
| Luisa Wietzorek        | Anna Rösler                  | Kovács Patrícia      | 22–110   | önkéntes szociális év keretében dolgozik                              |
| Frank Behnke           | Nils Sellmann                | Csík Csaba Krisztián | 83–110   | Szolgálatvezető                                                       |
| Vanida Karun           | Franka Tiefenthal            | Sági Tímea           | 83–110   | titkárnő, Nils besúgója és szeretője                                  |
| Ellen Grell            | Antonia "Toni" Baumann       | Szórádi Erika        | 89–110   | Tűzoltó, egy ideig Mirko párja.                                       |
| Dennis Scholz          | Mirko Wittern                | Szatmári Attila      | 89–110   | Tűzoltó, egy ideig Toni párja.                                        |